# ميل باول
ميل باول (بالإنجليزية: Mel Powell)‏ هو عازف بيانو وملحن أمريكي، ولد في 12 فبراير 1923 في ذا برونكس في الولايات المتحدة، وتوفي في 24 أبريل 1998 في شيرمان أوكس في الولايات المتحدة.

## وصلات خارجية
- ميل باول على موقع IMDb (الإنجليزية)
- ميل باول على موقع ميوزك برينز (الإنجليزية)
- ميل باول على موقع قاعدة بيانات برودواي على الإنترنت (الإنجليزية)
- ميل باول على موقع أول ميوزيك (الإنجليزية)
- ميل باول على موقع ديسكوغز (الإنجليزية)
- ميل باول على موقع قاعدة بيانات الفيلم (الإنجليزية)